# 金光邦三

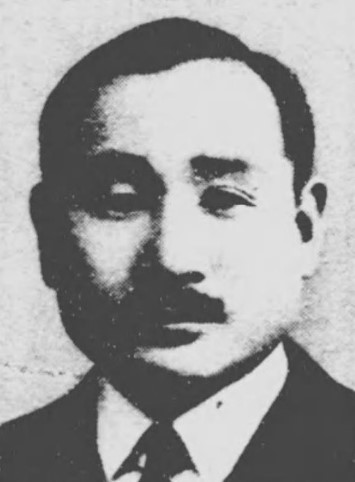
金光邦三

金光 邦三（かねみつ くにぞう、1897年〈明治30年〉2月4日 - 2001年〈平成13年〉11月9日）は、日本の政治家。衆議院議員（1期）。初代魚津市長（1期）。弁護士。

## 経歴
富山県下新川郡魚津町（現魚津市）で生まれた。1918年立命館大学法律科卒。弁護士となり、神戸市議、兵庫県議を経て、1942年（昭和17年）の第21回衆議院議員総選挙（いわゆる「翼賛選挙」）で兵庫1区（当時）から翼賛政治体制協議会の推薦を受けて当選する。
戦後の1946年（昭和21年）1月19日に魚津町長に就任するが、推薦議員のため、公職追放となったため、同年10月2日に町長職を退いた。その後は富山県下新川郡下野方村（現：魚津市）で弁護士を営んでいた。1951年（昭和26年）追放解除。
追放解除後の1952年（昭和27年）4月1日、合併により魚津市が発足、市長選挙に立候補したが、候補者は金光一人のため、無投票で当選した。5月10日に正式に就任。就任から2ヶ月後の7月に大水害が起こり、翌年9月にも同じように大水害に見舞われた。そのため、災害に強い都市計画を迫られた。その一方、上水道の工事に着手し、市内に日本海側最大の市立水族館が開館した。合併から2年後に魚津市は「優良合併市」として表彰された。魚津市長は1期務め、1956年（昭和31年）に勇退した。
その後は立命館大学兵庫県校友会会長を務め、2001年に104歳で死去した。